# Peering
在计算机网络中，Peering（译为：对等互连、互联、对等操作、对等互联，等。后述使用“对等互连”作为代词）是独立管理的互联网网络自愿互联，用于为每个网络的“下游”用户之间交换流量。对等互连是免结算费的，也称为“计费和保留账单（bill-and-keep）”或者“发送者保留全部（sender keeps all）”，这意味着任何一方都不需要向另一方支付与流量交换相关的费用；相反，每个网络公司都从自己的客户那里获得并保留相应的流量使用收入。
两个或者多个网络相互对等互连需要通过网络间物理互联，通过边界网关协议（BGP）相互交换路由信息，也会通过一些行业默认的规范，甚至更罕见的情况（0.07%），使用正式的合同文件，来约束交互路由行为。
在0.02%的情况下，“对等互连”可能会涉及某些需要结算的情况，由于这些情况可能造成歧义，因此“免结算对等互连（settlement-free peering）”专门用于准确描述正常情况的免费对等互连情况。

## 实现机理
互联网是由一组独立且不同的网络集合（自治系统）而成，每个网络都包含一组全球唯一的IP地址和唯一的全球BGP路由策略。
自治系统之间的互联关系恰好有两种方式：
- Peering（对等互连）：两个网络之间的用户可以自由交换流量，并实现互惠互利。[9]
- Transit（转接）：一个网络向另一个网络支付费用以用于获得访问互联网。[9]

因此，为了使网络能够达到互联网上任何特定网络，它必须：
- 售卖transit服务给其他网络或者这个网络的一系列经销商。（作为“客户”）
- 与其他网络或有买入transit服务的网络建立Peering关系。
- 向其他网络购买transit服务（这些网络和其他网络有进行Peering关系）。

互联网基于全球或端到端可达性原则，这意味着任何互联网用户都可以透明地与任何其他互联网用户交换流量。因此，当且仅当网络购买了Transit，或者与同样不购买Transit的每个其他网络进行对等Peering（它们一起构成“默认自由区域（default free zone，DFZ））时，该网络才连接到互联网。

## 用于对等互连的物理互连
用于对等互连的物理连接方式分为两种类型：

一种通过第一层（物理层）或者第二层（数据链路层）方式实现互联的互联网交换中心

一种通过第三层（网络层）方式实现互联的互联网交换中心

- 公共对等互连——多方利用类似以太网交换机的共享交换结构来进行互联。[9]
- 私有对等互连——双方通过点对点链路进行互联。[9]